# Гринцер, Яков Моисеевич
Яков Моисеевич Гри́нцер (Янкель-Иосиф Мойше-Меерович; 1865, Одесса, Херсонская губерния — 1945, Москва) — представитель революционного движения, «народоволец», «искровец», член Одесского Комитета РСДРП, меньшевик; в советское время — видный экономист, заместитель заведующего Отдела экономики промышленности в ВСНХ РСФСР.

## Биография
Яков Моисеевич происходил из хорошо известной в Одессе еврейской мещанской семьи Гринцер. В 1883 году поступил на учёбу в Императорский Новороссийский университет. В 1886 году был отчислен из университета, за принадлежность к кружку «Южно-русской революционной организации», партийная кличка «Александр».  27 ноября 1887 года арестован,  13 октября 1888г. выслан в Восточную Сибирь на 6 лет.  За участие в бунте заключённых в Московской пересыльной тюрьме срок надзора был увеличен на 1 год. С 1889 года находился в Якутске, затем был отправлен в Среднеколымск, где оставался до 1894 года. В 1895 году выехал в Европу.
В 1900 году завершил обучение в Берлинской Высшей Технической школе, по специальности инженер-механик. Во время возвращения в Россию в 1903 году был подвергнут аресту на несколько месяцев, по делу о принадлежности к группе «Искра». В 1905 году вошёл в состав Одесского комитета РСДРП. В том же году вернулся в Санкт-Петербург, член ПК РСДРП. На 1913 год зафиксирован в должности доверенного агента в Одесском коммерческом обществе С. А. Баумштейна. В мае 1917 года выступил с докладом на конференции меньшевистских и объединённых организаций, по вопросу объединения партий и партийном съезде.  В 1917 году представитель от Петроградской Городской Думы в Центральном Продовольственном Комитете.
В 1918 году — член ПК меньшевиков-оборонцев, после его роспуска на работе в южных партийных организациях. В 1921 и 1922 гг. подвергался аресту, был выслан на 1 год в г. Троицк. Затем находился на ответственной работе в ВСНХ РСФСР. В 1925 году зафиксирован в должности заместителя заведующего Отдела экономики промышленности ВСНХ РСФСР, член рабочей группы при Особом совещании по восстановлению основного капитала промышленности.
В известной работе по «изменению мощности основного капитала»  выдвинул смелые, для той поры заявления по экономике. Являлся постоянным участником заседаний ГЭУ ВСНХ, проводил ряд докладов, в том числе по «организации производства металлических самолетов». В 1925-1929 гг. принимал участие в комиссии по составлению "Первого пятилетнего плана развития народного хозяйства". На процессе против контрреволюционной  меньшевистской организации «Союзное Бюро» был привлечён, как член её технической группы. 9 апреля 1931 года Коллегией ОГПУ обвинён по ст. 58-7, 58-11 УК, по делу о «Союзном Бюро РСДРП(м). Приговором Верховного суда стало лишение прав проживания в режимных городах на 3 года. Реабилитирован 30 июля 1990 г., за отсутствием состава преступления.

## В воспоминаниях
Гринцер не имел возможности выявить своих больших достоинств как революционера и человека до своего ареста. Его бросили в тюрьму совсем еще молодым. Но он был несколькими головами выше среднего уровня студентов-революционеров. Он не любил много говорить, но его внутренний мир был очень богат переживаниями. Утонченная натура с большим художественным чутьем, он охотно замыкался в этот свой внутренний мир и, будучи на людях, все же жил какой-то своей особой жизнью. В то же время он обладал необыкновенно острым критичным умом и несокрушимой логикой. За эту его железную и неумолимую логику я его прозвал «Сен-Жюстом» по имени знаменитого монтаньяра Великой французской революции. Беседовать с Гринцером по вопросам литературы или искусства было большим удовольствием, но спорить с ним по вопросам политическим и социальным было очень и очень нелегко. По возвращении своем из ссылки Гринцер стал социал-демократом, но и его социал-демократизм был тоже особенный, свободный от узкого догматизма.
— М.А. Кроль «Страницы моей жизни» © Мосты культуры/Гешарим, 2008 г.

## Семья
- Жена — Софья Самойловна (Хая-Сура Шлиомовна) Гринцер (урождённая Ганелина; 1863, Тирасполь — после 1933, Москва) — социал-демократ с конца 90-х гг.; в 1904 — 1905 гг. жила в Цюрихе и была хорошо знакома с семьей Аксельрод.
  - сын — Александр Яковлевич Гринцер (1898—1941), экономист, участник Великой Отечественной войны, пропал без вести 12.1941[6].
  - дочь — Вера Яковлевна Гринцер, врач-венеролог.
    - внук — Павел Александрович Гринцер, советский филолог.
      - правнук — Николай Павлович Гринцер, филолог.
- Брат — педагог-методист Илья Моисеевич Гринцер.
- Дядя — ветеринарный-врач Сергей Григорьевич Гринцер (его дети — военспец Г. С. Гринцер и педагог Н. С. Попова).